# 革命浪潮
革命浪潮（英語：revolutionary wave），有时称为革命十年（revolutionary decade），是指在特定时间范围内发生的一系列革命。在许多情况下，过去的革命和革命浪潮激励了当前的革命，或者一场初始革命激发了其他具有相似目标的并行“附属革命”。革命浪潮的原因已成为历史学家和政治哲学家研究的课题，包括罗伯特·罗斯威尔·帕尔默、克雷恩·布林顿、汉娜·阿伦特、埃里克·霍弗和雅克·戈德肖等。包括贾斯廷·雷蒙多和迈克尔·林德在内的作家和活动家使用“革命浪潮”一词，来描述在短时间内发生的独立革命。